# Mesme
El mesme (mesmé, djime, djiwe, zime) és una llengua txadiana pertanyent a la subdivisió de les llengües masses parlada per uns 20.000 individus a la prefectura Tandjilé, al sud-oest del Txad. El nom zime amb el qual s'autoanomenen els nadius és l'apel·latiu general que els estrangers fan servir en referir-se al conjunt de les llengües masses, mentre que mesme és la manera en què específicament al·ludeixen als parlants d'aquesta llengua.